# 国家開発省
国家開発省（英語：Ministry of National Development, MND）はシンガポールの省庁のひとつ。

## 国家開発省の管轄する法定機関
- Agri-Food and Veterinary Authority of Singapore（シンガポール農業食品獣医庁）
- Board of Architects（建築士委員会）
- Building and Construction Authority (BCA)（建築建設庁）
- Housing and Development Board (HDB)（住宅・開発委員会）
- National Parks Board (NPB)（国家公園委員会）
- Professional Engineers Board, Singapore（シンガポール高等技師委員会）
- Strata Titles Boards（専有部分委員会）
- 都市再開発庁 (URA)